# Warframe
Warframe ist ein kostenlos spielbares kooperatives Action-Rollenspiel und ein Third-Person-Shooter-Multiplayer-Onlinespiel das von Digital Extremes entwickelt und veröffentlicht wurde. Ursprünglich für Windows-PC veröffentlicht, wurde es später auf PlayStation 4, Xbox One und Nintendo Switch portiert. In Warframe kontrollieren die Spieler Mitglieder der Tenno, einer Rasse antiker Krieger, die aus Jahrhunderten des Tiefschlafs erwacht sind und sich in einem Planetensystem („Origin System“) mit verschiedenen Fraktionen im Krieg befinden. Die Tenno nutzen ihre Warframes zusammen mit mächtigen Waffen und Fähigkeiten, um Missionen abzuschließen. Während viele Missionen des Spiels prozedural generierte Levels verwenden, enthalten neuere Updates große offene Bereiche, die anderen Massively Multiplayer Online Role-Playing Games ähneln, sowie einige storyspezifische Missionen, die keine prozedurale Generierung verwenden. Das Spiel enthält Elemente aus Third-Person-Shootern, Parkour und Rollenspiel (Spiel), damit die Spieler ihren Tenno-Charakter mit verbesserter Ausrüstung ausrüsten können.
Die Konzepte für Warframe gab es bei Digital Extremes seit 2000 unter dem Namen Dark Sector. Das Unternehmen führte Dark Sector im Jahr 2004 wieder ein, um die Veröffentlichung auf den Konsolen der kommenden Siebten Generation vorzubereiten, konnte jedoch aufgrund seines Themas keinen Publisher finden. Letztendlich veröffentlichte Digital Extremes 2008 ein Spiel mit dem Namen Dark Sector, das weit von ihrem ursprünglichen Plan abweicht. Im Jahr 2012 nutzten die Entwickler ihre früheren Ideen und Kunstobjekte aus Dark Sector, um die erfolgreichen Free-to-Play-Spiele als Warframe zu präsentieren.
Anfänglich war das Wachstum von Warframe langsam, was durch moderate kritische Bewertungen und niedrige Spielerzahlen behindert wurde. Seit seiner Veröffentlichung hat das Spiel jedoch durch die Entwicklung von Digital Extremes im Laufe der Jahre ein positives Wachstum erfahren. Das Spiel wurde 2019 von fast 50 Millionen Spielern gespielt und ist heute einer der erfolgreichsten Titel von Digital Extremes. Durch die Einführung neuer Spielinhalte und -modi erhielt es viel Aufmerksamkeit von Entwicklern. Das Spiel wird durch Micro Transactions unterstützt, mit denen Spieler Gegenstände im Spiel für echtes Geld kaufen können, die man normalerweise durch Grinding erhalten würde.

## Hintergrundgeschichte
In einer fernen Zukunft, mehrere Jahrhunderte vor Einsetzen der Handlung, herrschten die Orokin mit ihrem Imperium über das Sonnensystem. Ihre wissenschaftlichen Errungenschaften und monumentalen Bauten stellten den Gipfel des technologischen und kulturellen Fortschritts dar. Da sie jedoch in ihrer Entwicklung einen toten Punkt erreicht hatten, sandten sie Drohnen in das Tau-Sternsystem, um es zu terraformieren und auf ihre Kolonialisierung vorzubereiten. Aus unbekannten Gründen kehrten diese Drohnen, die sich nun Sentients nannten, jedoch nach einiger Zeit zurück ins Sol-System und führten einen Vernichtungskrieg gegen ihre Erschaffer. Da die Orokin die Sentients mit einer nahezu perfekten Anpassungsfähigkeit ausgestattet hatten, um im Tau-System zu überleben, waren sämtliche Kriegsbemühungen gegen die Sentients nach kurzer Zeit ineffektiv. Am Rand der Zerstörung schufen die Orokin die Kriegerkaste der Tenno, welchen es wiederum prompt gelang, die Sentients ins Tau-System zurückzutreiben. Kurze Zeit nach dem Sieg über die Sentients ging das Reich der Orokin unter ungeklärten Umständen plötzlich unter und die Tenno fielen in einen jahrhundertelangen Kryoschlaf.
Die bislang unterdrückten Dienervölker der Grineer und Corpus nutzten das Machtvakuum und breiteten sich nach und nach konfliktreich über das gesamte Sol-System aus. Nachdem sowohl die Grineer als auch die Corpus verstärkt nach Orokin-Relikten suchten, um sich durch deren Technologie Vorteile gegenüber dem jeweils anderen zu verschaffen und dabei auch immer wieder schlafende Warframes zerstören, versucht eine mysteriöse Figur namens Lotus die verbleibenden Tenno ausfindig zu machen und zu wecken, bevor sie zerstört werden können. Insbesondere der Grineer-Admiral Vor stellt hierbei eine tödliche Gefahr dar. Schließlich kann Vor den Warframe des Spielers ausfindig machen, jedoch nicht bevor Lotus jenen Warframe aktivieren kann. Hier setzt die Handlung von Warframe ein.

## Gameplay
Warframe ist ein Online-Actionspiel, das Elemente von Shootern, Rollenspielen und Stealth-Spielen enthält. Der Spieler erstellt seinen Tenno-Charakter, der eine grundlegende Rüstungseinheit namens "Warframe" enthält, die dem Spieler spezielle Fähigkeiten, grundlegende Waffen (eine Nahkampfwaffe, Primärwaffe und Sekundärwaffen) und ein Schiff bietet. Über die Schiffskonsole können sie eine der verfügbaren Missionen auswählen. Für eine Reihe von Missionen in der Hauptgeschichte müssen Spieler bestimmte Missionen über Planeten und Monde im Sonnensystem ausführen, um auf Relais zugreifen zu können, mit denen sie zu anderen Planeten oder Orten gelangen können. Andere Missionen drehen sich im Laufe der Zeit als Teil des lebendigen Universums des Spiels. Dazu gehören Missionen mit besonderen Belohnungen und Herausforderungen für die Community, damit alle Spieler Vorteile daraus ziehen können, wenn sie erfolgreich erfüllt werden. An Bord des Schiffes kann der Spieler auch alle anderen Funktionen für seinen Tenno verwalten, einschließlich der Verwaltung seines Arsenals an Ausrüstung, der Anpassung seines Warframes und seiner Waffen, der Herstellung neuer Ausrüstung und des Zugriffs auf den Shop im Spiel.
Missionen können alleine oder mit bis zu vier Spielern in kooperativer Weise gegen die Umwelt gespielt werden. Jede Mission erhält eine Rangfolge, die angibt, wie schwierig die Mission ist. Missionen werden im Allgemeinen auf zufällig generierten Karten gespielt, die aus "Kacheln" von Kartenabschnitten bestehen. Missionen haben verschiedene Ziele, wie das Besiegen einer bestimmten Anzahl von Feinden, das Sammeln von Daten von Terminals, ohne Alarm auszulösen, das Retten von Gefangenen oder das Verteidigen von Punkten auf der Karte für festgelegte Zeiträume. Neuere Updates haben den weltraumgebundenen Kampf mit Archwings und eine große Freilandumgebung hinzugefügt, in der zahlreiche Kopfgelder ausgeführt werden können. Die Spieler können ihre Waffen, Spezialfähigkeiten und eine Reihe von Parkour-Moves einsetzen, um in diesen Missionen durch die Streitkräfte zu navigieren und sie zu überwältigen. Niedergeschlagene Spieler können sich bis zu sechs Mal wiederbeleben oder von anderen Spielern unendlich oft wiederbelebt werden. Sobald der Vorgang abgeschlossen ist, werden die Spieler mit Gegenständen aus dem Spiel sowie mit Währung und Gegenständen belohnt, die sie beim Erkunden der Karte gesammelt haben. Wird eine Mission nicht abgeschlossen, gehen diese Belohnungen verloren. Zusätzlich zu kooperativen Missionen enthält das Spiel über den Multiplayer-Modus "Conclave" Spieler-gegen-Spieler-Inhalte (PvP), mit denen der Spieler auch belohnt wird, wenn er in solchen Matches einen hohen Rang erreicht.
Spieler und ihre Ausrüstung sammeln durch erfolgreiche Missionen auch Erfahrung und erreichen ein höheres Level. Geräte mit höheren Stufen können mehr Schaden anrichten und mehr "Mods" unterstützen. Hierbei handelt es sich um spezielle Karten, die in das Gerät eingesteckt werden können, um dessen Attribute zu ändern oder passive Boni und Fähigkeiten bereitzustellen. Modifikationen werden von Feinden während Missionen abgeworfen und können Teil der Belohnungen sein. Sie werden im Allgemeinen nach einer Seltenheitsverteilung ausgegeben, wobei leistungsstärkere Modifikationen schwerer zu erwerben sind. Neben Mods haben die Spieler andere Möglichkeiten, ihre Ausrüstung zu verbessern, einschließlich bedingter Upgrades, die als Arcane Enhancements und Riven Mods bezeichnet werden und waffenexklusive Mods sind, deren Waffen, Buffs und Statistiken beim Freischalten festgelegt werden. Eine andere Art der Belohnung sind Ausrüstungspläne, mit denen neue Warframe-Teile oder -Waffen gebaut werden können. Blaupausen und die daraus resultierende Ausrüstung können auch direkt mit dem Spielgeld Platinum gekauft werden. Die Spieler benötigen bestimmte Mengen an Baumaterialien (die aus Missionen und ihren Belohnungen stammen), um diese Gegenstände zu bauen.
Warframe ist so konzipiert, dass es kostenlos gespielt werden kann. Alle Warframes, Waffen und andere Ausrüstungsgegenstände können im Laufe der Zeit durch Grinden im Spiel erworben werden, obwohl die Monetarisierung den Prozess vereinfachen kann. Neue Waffen, Warframes, Ausrüstungsgegenstände und Blaupausen zum Bau solcher Ausrüstungsgegenstände können auf dem Markt gekauft werden, entweder mit im Spiel verdienten Credits oder mit Platin, einer Premiumwährung, die durch Mikrotransaktion gekauft oder mit anderen Spielern im Spiel gehandelt werden kann. Platin wird auch benötigt, um zusätzliche Verbesserungen zu erwerben, wie z. B. Arsenal-Slots für Warframes und Waffen sowie Gegenstände, die die Mod-Kapazität der Ausrüstung verbessern. Es gibt jedoch kosmetische Gegenstände, die nur durch Zahlung von Platinum im Spiel erhältlich sind.

## Fraktionen

### Tenno
Die Tenno sind menschliche Abkömmlinge einer alten und mystischen Zivilisation längst vergessener Krieger aus dem goldenen Orokin-Zeitalter der Erde. Die Tenno erwachen nun nach Jahrhunderten in Kälteschlafkammern (genannt Orokin-Kryopod), um einen neuen Kampf gegen die kriegführenden Fraktionen anzutreten und sind die alleinigen Träger der von den Orokin geschaffenen Warframes. Sie kämpften hauptsächlich mit Schwertern und Gewehren und sind die Meister der Warframe-Rüstungen. Für interstellare Missionen verwenden sie sogenannte „Archwings“, mechanische Triebwerke in Flügelform, welche an dem Warframe montiert werden. Ihre Kräfte erlangten die Tenno, als das Forschungsschiff Zariman Ten-Zero ("Ten-O") während des Orokin-Zeitalters im Void von dessen Energien getroffen wurde. Während alle Erwachsenen an Bord nach und nach den Verstand verloren, manifestierten sich bei den Kindern gewaltige "Superkräfte", welche nach ihrer Errettung durch die Orokin aufgrund ihrer Zerstörungskraft eine Gefahr für sich selbst und alle in ihrer Umgebung darstellten. Die Orokinforscherin Margulis nahm sich schließlich ihrer an und versetzte sie in Trance, den Second Dream. Da sie sich damit allerdings dem Tötungsbefehl der Orokin widersetzte, die in den Tenno eine Gefahr für ihre Herrschaft sahen, wurde Margulis zum Tode verurteilt. Als die Sentiens schließlich ins Sol-System einfielen und die Orokin an den Rand der Niederlage brachten, erschuf Margulis' Liebhaber Ballas trotz seiner Abneigung gegen die Tenno die Warframes, die als einziges Instrument den Void-Energien der Tenno standhielten und sie sogar kanalisieren konnten.

### Grineer
Die Grineer, ursprünglich als Arbeiter von den Orokin erschaffen, befreiten sich von ihrer Knechtschaft, als das Imperium fiel und haben ihr faschistisches Imperium auf alle Winkel des Sonnensystems ausgedehnt. Angeführt werden sie von den Zwillings-Königinnen, welche mit dem Update "The War within" vorgestellt wurden. Als die Grineer die Klonungstechnologie wieder entdeckten, rissen sie die Macht über die Erde durch zahlenmäßige Überlegenheit an sich. Anführer der Grineer sind die ominösen Zwillingsköniginnen, denen die absolute, genetisch programmierte Loyalität aller Grineer gilt. Während sie auf dem Höhepunkt ihrer Macht angekommen sind, befindet sich die Armee der Grineer in einem Zustand körperlichen Zerfalls, bedingt durch die Klontechnologie. Daher sind die Grineer gezwungen, Cyborg-Technologie gegen ihren fortschreitenden genetischen Verfall einzusetzen. Den bisherigen Gipfel des Verfalls erreichte der Grineer-Wissenschaftler Dr. Tengus mit der Erschaffung der Ghouls, welche aufgrund ihrer geringen Lebenserwartung erst auf dem Schlachtfeld "ausgebrütet" werden müssen. Selbst für Grineer-Verhältnisse sind diese missgestalteten Kreaturen äußerst primitiv, jedoch aufgrund ihrer Wildheit und Mordlust nicht zu unterschätzen. Gleichwohl sie ihn grauenhaft entstellten, schätzt der Grineer-Stadtrat Vay Hek ihre Effektivität und setzt sie bevorzugt auf der Erde als Terrormittel ein und nennt sie gar seine "Kinder".

### Corpus
Die Corpus stellen eine dominierende, menschliche Handelsgilden-Gesellschaft dar, die ihre Handelsrouten pflegt und betreibt. Ursprünglich auch eine Schöpfung der Orokin, entwickelten sie sich nach dem Fall des Imperiums selbstständig weiter. Im Gegensatz zu den Grineer treten bei der von ihnen verwendeten Klonungstechnologie keine Missbildungen auf. Man sieht sie immer in Begleitung ihrer Roboter und Drohnen, die ihnen dienen und für sie kämpfen. Sie kontrollieren den gesamten Handel im Sonnensystem und halten sich in militärischer Hinsicht die Waage mit den Grineer, mit denen sie verfeindet sind. Die Corpus haben keine so klare Hierarchie wie die Grineer, lediglich das Board of Directors gilt als eine Art Autoritätsorgan. Häufig sind die einzelnen Handelsgruppierungen untereinander verfeindet und begegnen sich gar militärisch.

### Befallene
Die Befallenen, oder Infested genannt, waren zumeist vor ihrer Verseuchung durch den Technocite-Virus Grineer- und Corpus-Soldaten. Diese Seuche verwandelt Menschen in monströse Kreaturen, die sich in riesigen Schwärmen zusammenrotten und ihre Gegner im Nahkampf zerreißen. Auch ein Orokin-Schiff ist von Befallenen bevölkert und wird seither „Orokin Wrack“ genannt. Kurioserweise sind dort jedoch auch befallene Grineer, Corpus, und nicht-befallene Korrumpierte anzutreffen, die dieselben Merkmale besitzen, wie die Befallenen und Korrumpierten außerhalb des Wracks. Man findet jedoch niemals befallene Orokin, da diese wie die Tenno eine natürliche Immunität gegen den Technocite-Virus besitzen.

### Korrumpierte
Die „Korrumpierten“ sind eine bunte Mischung aus modifizierten Grineer-, Corpus- und (seltener) Befalleneneinheiten, welche ausschließlich in Orokin-Bauten anzutreffen sind. Mithilfe eines bislang unbekannten Prozesses verwandelt die automatische Verteidigungs-KI der Orokin-Türme, die "Neural Sentry", alle Eindringlinge in willenlose Drohnen, welche im Anschluss die bedingungslose Verteidigung der Anlage übernehmen. Lediglich die Tenno in ihren Warframes scheinen gegen jenen Prozess immun zu sein. Von den Drohnen werden sie dennoch bei Sichtkontakt attackiert. Die Neural Sentry verfügt außerdem über eine Vielzahl an tödlichen automatischen Verteidigungssystemen, wie rotierende Laser, Schildverstärker und Selbstschussanlagen.

### Orokin
Die Orokin stammen von den Menschen ab und formten ein mächtiges Imperium, welches das Sonnensystem beherrschte. Sie waren es, die das Void entdeckten, und dort die Türme gebaut haben (weswegen er oft auch als "Orokin-Void" bezeichnet wird). Die Orokin waren auch die Erschaffer des Technocite-Virus welcher als Waffe gegen die Sentiens gedacht war. Der erste Warframe wurde von den Menschen erschaffen (Excalibur Proto), der den Grundstein der Entwicklung und Erforschung dieser Technologie führte. Die Orokin haben diese lediglich verbessert (Excalibur Prime), welche die Tenno im Kampf gegen die 'Sentients' verwendet haben. Rekreationen dieser werden im Spiel mit dem Affix 'Prime' gekennzeichnet.
Interessanterweise sind über die Orokin wenig Informationen vorhanden, obwohl sie eine wichtige Rolle in der Hintergrundgeschichte von 'Warframe' spielen.

### Sentients
Die Sentients sind eine Rasse, welche für den "alten Krieg", welcher zum Sturz der Orokin führte, verantwortlich war. Einst auch eine Schöpfung der Orokin, um eine Kolonie in einem weit entfernten Sonnensystem zu errichten, entwickelten die Sentients ein Bewusstsein. In Verbindung mit ihrer Fähigkeit sich nahezu unbegrenzt anzupassen wurden sie sehr gefährlich und griffen die Orokin an. Mit dem Spielupdate 18, "Tombs of the Sentients" wurde ihnen eine eigene Story-Episode mit dem Namen: The Second Dream. gewidmet. Ihr Anführer ist Hunhow. Seine Tochter Natah unterwanderte die Orokin, um ihre gefährlichsten Widersacher, die Tenno, von innen heraus zu vernichten. Da die Tenno ihre Macht durch den Void erhielten, und eben diese Energien äußerst schädlich für die Sentiens sind und sie sogar unfruchtbar machten, konnten sie sich nicht an die Tenno anpassen. Als Natah die wahre Natur der Tenno entdeckte, brachte sie es nicht übers Herz, die Kinder der Zariman zu töten und wandte sich gegen ihren Vater, um sie zu beschützen. Sie tritt nun unter dem Namen Lotus als Berater und Fürsprecher der Tenno auf.

### Syndikate
In den Tenno-Relaisstationen siedelten sich nach deren Erwachen diverse Verbündete an. Die sechs Hauptsyndikate Steel Meridian, Red Veil, Arbiters of Hexis, New Loka, Cephalon Suda und The Perrin Sequence dienen als Gilden, denen die Spieler zwar nicht beitreten, in deren Ansehen sie allerdings steigen können. Dabei ist jedes der sechs Syndikate mit jeweils einem anderen verbündet, steht einem neutral gegenüber und ist mit einem verfeindet. Steigt man bei einem Syndikat im Ansehen, steigt man auch bei seinem Verbündeten, sinkt jedoch im Ansehen beim verfeindeten. Daneben existieren noch weitere kleinere Syndikate, in deren Ansehen man auch steigen kann, die jedoch in keiner Beziehung mit anderen stehen.

## Entwicklung

### AlsDark Sector
Die Ursprünge von Warframe entsprangen der ursprünglichen Vision des kanadischen Studios Digital Extremes für das erste Originalspiel, Dark Sector. Vor diesem Zeitpunkt war Digital Extremes als Work-for-Hire-Studio bekannt, das zusammen mit anderen Studios an der Fertigstellung der Entwicklung arbeitete. Dies beinhaltete die Arbeit mit Epic Games für Unreal Tournament (1999) und seinen Fortsetzungen Unreal Tournament 2003 und Unreal Tournament 2004. Epic hatte versucht, Digital Extremes zu übernehmen, stellte jedoch fest, dass es Probleme mit der kanadischen Regierung geben würde, die die Fusion störten würden, und die Studios stimmten zu, getrennte Wege zu gehen.
Um sich als Lead-Studio zu etablieren, kam Digital Extremes auf die Idee von Dark Sector, die sie zum ersten Mal im Februar 2000 ankündigten, und beschrieb das Spiel als die Kombination „der intensiven Action-Elemente von Unreal Tournament mit dem Umfang und der Charakterentwicklung eines beständigen Online-Universum“. In frühen Interviews sagte Digital Extremes, dass das Gameplay für Dark Sector-Spieler als Kopfgeldjäger und Attentäter in einer dunklen Science-Fiction-Umgebung gewesen wäre, wobei jeder Spieler ein Kopfgeld auf dem Kopf hatte und sie zu Zielen für andere Spieler gemacht hätte.
Das Studio nutzte seine Vision von Dark Sector, um einen Verlag zu gewinnen, aber dies führte nur zu mehr Angeboten für Leiharbeit. Das Unternehmen blieb ungefähr vier Jahre lang bei Dark Sector und kündigte Anfang 2004 ein überarbeitetes Dark Sector an, das nun ein stilvolles Science-Fiction-Einzelspielererlebnis mit Stealth-Elementen ist, die von der Metal-Gear-Solid-Serie inspiriert sind und eine Geschichte, die sie als eine Mischung aus Metal Gear Solid und The Dark Crystal betrachteten, welche im Weltraum spielt, in einer größeren Umgebung wie der des Dune-Universums von Frank Herbert. Ein Großteil des Kunststils des Spiels wurde vom französischen Künstler Jean Giraud, alias Moebius, beeinflusst. Der Spielercharakter, der zu einer Rasse namens Tenno gehört und die Feinde, würden Hightech-Anzüge tragen, die ihnen einzigartige Fähigkeiten verleihen würden. Diese erneute Ankündigung enthielt eine geskriptete Demo, um ihre Vision vom Gameplay und der Grafik des Spiels zu zeigen. Das Spiel wurde angekündigt, als sowohl die ersten Konsolen der siebten Generation, die Xbox 360 als auch die PlayStation 3, angekündigt wurden und Digital Extremes nach einem Publisher suchte, der die Spiele auf diesen Plattformen veröffentlicht. Das Spiel erhielt viel Aufmerksamkeit durch sein Video, einschließlich einer Berichterstattung von CNN über die kommende Konsolengeneration.
Steve Sinclair, Creative Director von Digital Extreme, war nach der erneuten Ankündigung von Dark Sector etwa ein Jahr unterwegs, um einen Publisher zu finden. Die meisten lehnten die Idee jedoch ab. Sinclair sagte, die meisten Publisher seien von der Science-Fiction-Kulisse nicht beeindruckt und ermutigten sie stattdessen, die Kulisse innerhalb des Zweiten Weltkriegs (der zu der Zeit aufgrund der Call-of-Duty-Reihe populär war) und sogar den Amerikanischen Bürgerkrieg. Als Sinclair ins Studio zurückkehrte, versuchten sie, das Setting zu überarbeiten und versuchten es sogar mit einem Superheldengenre, ohne Erfolg. Die Sache war kompliziert, da sie auch versuchten, ihre eigene Engine, die Evolution-Engine, zu entwickeln, um das Spiel und die neuen Konsolen zu unterstützen, und sich von der bekannten Unreal Engine abwandten. Letztendlich ließen Digital Extremes die meisten Science-Fiction-Elemente fallen und bewegten das Gameplay in Richtung eines Resident-Evil-Survivor-Horror-Ansatzes. Digital Extremes behielt ein Element des ursprünglichen Konzepts für das veröffentlichte Spiel bei, nämlich den Protagonisten namens "Tenno". Das Dark Sector, das 2008 veröffentlicht wurde, unterschied sich stark von ihrer ursprünglichen Vision. Dark Sector erhielt durchschnittliche Bewertungen und war kein großer finanzieller Gewinn für das Studio, was dazu führte, dass sie in den nächsten vier Jahren wieder für Miete arbeiteten, darunter BioShock, BioShock 2, Homefront und The Darkness 2.
Um 2011 herum kämpften Digital Extremes um Leiharbeitsverträge. Obwohl das Studio gezwungen war, einige Entlassungen vorzunehmen, waren sie zu diesem Zeitpunkt noch etwa 250 Personen. Um erneut eine eigene IP zu entwickeln und das Wachstum von Free-to-play-Spielen zu nutzen, hat Digital Extremes auf das ursprüngliche Dark-Sector- Konzept aus dem Jahr 2004 zurückgegriffen und versucht, es als Free-to-Play-Spiel zu entwickeln. Diese Entscheidung wurde Anfang 2012 getroffen, und das Team musste innerhalb von ein bis zwei Monaten einen Prototyp erstellen, da Sinclair und der CEO von Digital Extreme, James Schmalz, das Spiel auf der damaligen Game Developers Conference im März 2012 bei den Publishern vorstellen wollten. Sie haben mehrere Assets aus dem aufgegebenen Konzept von 2004 übernommen und dieses als Warframe entwickelt. In der GDC fanden Sinclair und Schmalz bei den Publishern immer noch Ablehnung gegenüber der Idee vor: Westliche Publisher waren nicht begeistert von der Science-Fiction-Umgebung, während ein großer, ungenannter koreanischer Verleger sie warnte, dass sie "scheitern" würden, da westliche Entwickler nicht wüssten, wie sie Free-to-play-Spiele richtig mit hochwertigen Inhalten unterstützen sollten. Ein weiteres Anliegen der Publisher war, dass Warframe auf dem Spieler-gegen-Umwelt-Gameplay basierte, das sich zu der Zeit erheblich von anderen frei spielbaren Titeln unterschied, bei denen es sich hauptsächlich um Spieler-gegen-Spieler-Spiele handelte. Entmutigt kehrten sie ins Studio zurück und beschlossen, Warframe selbst zu veröffentlichen. Sie bauten eine spielbare Version des Spiels heraus, zu der Zeit bekannt als "Lotus" in ungefähr neun Monaten. Daneben entwickelte das Studio die erforderliche Serverarchitektur, um das Spiel und das dafür vorgesehene Mikrotransaktionssystem zu unterstützen.

### Veröffentlichung alsWarframe
Warframe wurde im Juni 2012 mit der im Oktober 2012 gestarteten Closed Beta öffentlich angekündigt. Feedback der Spieler trug zur Verfeinerung der Spielstruktur bei. Eine frühe Änderung in der Beta Anfang 2013 war das Monetarisierungsschema, um Pay-to-win-Szenarien zu vermeiden. Zum Beispiel hatte jeder Warframe anfangs einen Skilltree, den der Spieler durch Missionen und das Sammeln von Erfahrung vollständig freischalten konnte. Eine erweiterte Version des Baums war verfügbar, wenn der Spieler den Warframe mit einem In-Game-Gegenstand erweitert hat, der dann nur durch Mikrotransaktionen erworben werden kann. Als sich die Spieler über diese Funktion beschwerten, entfernten sie die Monetarisierung, um Elemente zu gewinnen, und übernahmen das Mantra, das Spiel als kostenlos zu halten, was voraussetzte, dass die Spieler kein Geld ausgeben mussten, um einen Gegenstand im Spiel zu bekommen. Um das Spiel zu unterstützen, liehen sie sich die Idee aus, "Gründerpakete" zum Verkauf anzubieten, mit denen Gegenstände und Währung im Spiel gewährt werden können. Diese Idee wurde bereits in Kickstarter-Projekten erfolgreich eingesetzt.
Digital Extremes fand es schwierig, die Aufmerksamkeit der Presse auf sich zu ziehen, da von 2012 bis 2013 kostenlose Spiele in der Regel von Spielejournalisten gemieden wurden. Ungünstige Vergleiche mit Destiny wurden angestellt, einem mit Spannung erwarteten Titel, der 2014 erscheinen sollte und auch die Präsenz von Warframe beeinträchtigte. Angesichts der geringen Spieleranzahl waren sich Digital Extremes nicht sicher, wie lange sie das Spiel noch unterstützen könnten. Digital Extremes stellte jedoch fest, dass es eine kleine, aber engagierte Gruppe von Spielern gab, die sich auf den Titel konzentrierten, über Gründerpakete in das Spiel einkauften, ihren Freunden von dem Spiel erzählten und mit den Entwicklern interagierten, um Feedback zu geben, das in das Spieldesign integriert wurde. Außerdem stellten sie fest, dass beliebte Streamer wie TotalBiscuit die Beta abdeckten und mehr Spieler zum Spiel zogen.
Die Open Beta für Warframe wurde im März 2013 für die Windows-Plattform gestartet. Das Spiel ist auf den eigenen Serversystemen verfügbar. Warframe wurde zur selben Zeit veröffentlicht, als das Studio auch die Entwicklung für das Star-Trek-Spiel im April 2013 abschloss, um an die Veröffentlichung des Films Star Trek Into Darkness anzuknüpfen. Das Star-Trek-Spiel wurde stark kritisiert, was zu finanziellen Schwierigkeiten im Studio führte und sie zwang, Entwickler zu entlassen. Warframe selbst war kein kritischer Treffer bei Spielepublikationen und erhielt durchschnittliche Bewertungen. Wie IGN im Jahr 2013 überprüfte, war das Spiel "lustig, aber ein wenig langweilig". Digital Extremes plante, Warframe auch für PlayStation 4 zu veröffentlichen, aber diese Konsole war erst im November 2013 verfügbar. Um mehr Spieler zu gewinnen, wurde beschlossen, das Spiel auf Steam anzubieten, dadurch wuchs die Spielerbasis weiter. Einige Tage nach dem Steam-Start war es Digital Extremes gelungen, ausreichend finanzielle Mittel zu beschaffen, um die Lebensfähigkeit des Studios aufrechtzuerhalten.
Als das Spiel rentabel wurde, befanden sich Digital Extremes in der Lage, Inhalte für das Spiel zu generieren, um das Publikum zu halten. Da während dieses Prozesses 250 Mitarbeiter beschäftigt waren, konnten die Inhalte schnell erweitert und bald weitere 250 Entwickler für Warframe eingestellt werden. Community-Beiträge waren für Digital Extremes von entscheidender Bedeutung für neue Inhalte und Verbesserungen. Eine wesentliche Änderung nach der Veröffentlichung war ein Update des Bewegungssystems des Spiels mit dem Titel "Parkour 2.0", das 2015 veröffentlicht wurde. Sie hatten zuvor herausgefunden, dass die Spieler mit einem als "Coptering" bezeichneten Trick unter Verwendung bestimmter Waffen Wege finden können, um Level schnell zu durchqueren. Warframes und Upgrades. Obwohl Digital Extremes diese Bewegungen als Gamebreaking angesehen und in Betracht gezogen hatte, diese Fähigkeiten zu entfernen, stellten sie fest, dass Spieler solche exotischen Bewegungen gern hatten und schufen so das Parkour 2.0-System, das die Möglichkeiten dieser Bewegungen einschränkte, die nutzung der Ninja-artigen Bewegungen, die die Spieler wollten jedoch voll unterstützte. Ein weiteres Beispiel war eine kurzlebige Funktion, mit der Spieler einen kleinen Betrag der Premiumwährung Platinum ausgeben konnten, um eine zufällige Farbe zu erhalten, die sie zur Anpassung verwenden konnten. Die Spieler reagierten negativ darauf, da einige fanden, dass eine große Menge Platin benötigt würde, um die gewünschte Farbe zu erhalten. Digital Extremes hat diesen Zufallsfaktor entfernt und stattdessen Mittel hinzugefügt, um solche Anpassungsoptionen direkt zu erwerben. Das Unternehmen hat auch die Verwendung von Lootboxen vermieden, für die andere kostenlose Spiele oft kritisiert werden.
Das Studio hatte es für wichtig befunden, regelmäßig neue Inhalte zu veröffentlichen, um die Einnahmen aus dem Spiel zu erhalten. Sie standen auch vor dem Problem, dass das Verstehen aller Warframe-Systeme ein gewisses Engagement des Spielers erforderte und Spieler, die es für zu viel hielten, sich nach ein paar Stunden anderem zuwenden würden. Dies führte dazu, dass sie mehr in die Spielergemeinschaft investierten, um auf dem Laufenden zu bleiben und den Spielern zu helfen, zu verstehen, was die Systeme des Spiels boten. Dies beinhaltete das Starten eines wöchentlichen Entwicklervideospiels "Devstream" auf YouTube, das von Community-Managerin Rebecca Ford (die auch die In-Game-Figur Lotus voiced) gehostet wurde, das Starten einer Fan-Convention namens TennoCon und die Zusammenarbeit mit Twitch als Partner um bestimmte Streamer zu promoten und Warframe- Belohnungen im Spiel anzubieten.
Im Jahr 2016 wurde Digital Extremes von der chinesischen Investmentgesellschaft Leyou übernommen. Leyou stellt seitdem die notwendigen Mittel für das Wachstum von Digital Extremes bereit, hat jedoch nur sehr geringen Einfluss auf die Richtung, in die sich die Entwickler für Warframe wählen.

### "Der Zweite Traum" Erweiterung
Im Dezember 2015 veröffentlichte Digital Extremes Warframes erste filmische Story-Quest "The Second Dream". Diese Quest beinhaltet bekannte Charaktere aus dem Spiel und stellt eine neue Fraktion vor, die gefürchteten Sentients. Und vor allem dient der Zweite Traum als "Erwachen" der wahren Natur des Tenno, als mehr als ein bloßer Warframe, "mehr als menschlich, aber einmal ein Kind wie jedes andere". Der Abschluss dieser Quest gewährt Zugang zu einer neuen Spielmechanik namens Focus und ermöglicht es dem Spieler, vorübergehend als er selbst durch Übertragung ins Spiel zu kommen. Während der Übertragung wird der Warframe vorübergehend deaktiviert (vorausgesetzt, der Spieler verwendet kein Excalibur Umbra) und eine Spektralform des Tenno selbst kommt ins Spiel und kanalisiert eine von fünf Fokusfähigkeiten, je nachdem, welche der fünf Fokusschulen der Spieler gewählt hat während der Ereignisse der Quest.

### "Der Innere Krieg" Erweiterung
Im November 2016 wurde Warframes zweite filmische Quest mit dem Titel "The War Within" veröffentlicht. Diese Quest schickt den Spieler auf die Jagd nach Teshin, dem Meister und Aufseher der Konklave, als er misstrauisch Kuva aus den Hülsen des neu erwachten Tenno sammelt. Die Verfolgung von Teshin durch das Sonnensystem führt zur Entdeckung der Kuva-Festung, eines massiven Asteroiden unter der Kontrolle der Grineer, in dem sich die (bislang nur als Legende bekannten) Twin Grineer Queens befinden. Es wird gezeigt, dass die Königinnen ihren Ursprung bereits im Alten Reich haben, und Teshin wird als Dax-Soldat entlarvt, was bedeutet, dass er unter ihrem Kommando stand, da sie orokinischen Ursprungs waren und somit die Fähigkeit erlangten, das Kuva-Zepter zu führen. Die Königinnen verursachen eine Überlastung der Verbindung zwischen Tenno und Warframe und zwingen die Tenno, sie selbst aufzusuchen und langsam ihre Leerenkräfte zu entdecken. Auf dem Höhepunkt der Mission schaltet der Tenno die Übertragung frei (die die Transzendenz ersetzt), eine Fähigkeit, die es ihnen ermöglicht, nach Belieben unabhängig von ihrem Warframe zu wandern. Er schwächt die Grineer-Königin und hat die Option, sie zu töten oder sie zu verrotten Grineer-Körper verfallen im Laufe der Zeit durch übermäßiges Klonen. Diese Quest führt auch ein Ausrichtungssystem in das Spiel ein, mit den möglichen Optionen Sonne, Neutral und Mond. Diese Ausrichtung hatte bisher keine Konsequenzen für das Gameplay und ließ seinen Zweck unbekannt.

### "Ebenen von Eidolon" Erweiterung
Ein Update des Spiels im November 2017 mit dem Titel "Ebenen von Eidolon" fügte dem Spiel einen Bereich mit offener Welt hinzu. Die Ebenen sind eine halboffene Welt, die zunächst über einen "Hub" namens Cetus zugänglich ist, eine Siedlung auf der Erde, in der sich ein Volk namens Ostrons befindet, und direkt über das Schiff des Spielers. Wie das Spiel sie beschreibt, sind die Ostrons "eine engmaschige Bande von Händlern". Diese Erweiterung fügte dem Spiel Warframes erste Open-World-Erfahrung hinzu, die Fähigkeit des Spielers, sich bei den Ostrons einen Namen zu machen, Nebenaktivitäten des Fischens und Bergbaus, ein Bounty-System, das aus fünf Missionen mit aufsteigendem Schwierigkeitsgrad besteht, bei denen der Spieler jede Mission spielen kann, die er möchte, unabhängig davon, ob die vorherigen abgeschlossen wurden. Eine neue Quest namens Saya's Vigil, die den Bauplan für die Warframe Gara belohnte, sowie weitere Anpassungsoptionen für die Kampftiere des Tenno, Kubrows (Hunde) und Kavats (Katzen). Und die Fähigkeit der Tenno, ihre eigene modulare Waffe, einen sogenannten Verstärker, oder kurz Amp, zu verwenden. Und eine andere modulare Klinge namens "Zaw". Schließlich bieten die "Ebenen von Eidolon" eine neue Reihe von Bosskämpfen an, die titelgebenden Eidolons. Diese Sentient-Titanen erfordern extrem starke Ausrüstung und in den meisten Fällen Teamwork, um einzigartige Belohnungen zu erhalten.

### "Das Opfer" Erweiterung
Ein Update des Spiels im Juni 2018 mit dem Titel "Das Opfer" fügte dem Spiel die dritte filmische Geschichte hinzu. Nach den Ereignissen von Warframes früheren filmischen Story-Quests, Der zweite Traum und Der innere Krieg, schickt Das Opfer den Tenno auf eine Jagd durch das Sonnensystem nach einem Warframe namens Umbra. Diese Quest bietet Einblicke in die Vergangenheit von Umbra, die Fähigkeit, Umbra nach dem Höhepunkt der Quest in das Arsenal zu holen, und Informationen über die Ursprünge der Warframes selbst, wobei mehrere Fragen beantwortet, aber noch mehr erstellt werden. Das Opfer enthält auch das in "Der Innere Krieg" eingeführte Ausrichtungssystem.

### "Fortuna" Erweiterung
Die Erweiterung "Fortuna" wurde am 8. November 2018 auf dem PC veröffentlicht. Das Update konzentriert sich auf die Fortuna Solaris Debt Internment Colony, die als Drehscheibe für die zweite offene Weltkarte des Spiels, Orbis Tal, dient. Die Bewohner von Fortuna (bekannt als Solaris) wurden von einem Korpus namens Nef Anyo versklavt, der alte Orokin-Geräte verwendet, die Gallonen Kühlmittel für die Workstation und das Handelszentrum auf der Venus produzieren. Das Gebiet erweitert die in Ebenen von Eidolon eingeführten Konzepte zusammen mit neuen Aktivitäten und der Möglichkeit, ein Hoverboard-artiges Fahrzeug zu erhalten, das als K-Drive bekannt ist. Dieses Update fügt auch modularere Elemente wie eine Plasmapistole mit der Bezeichnung "Kitgun" und einen Roboter-Begleiter mit der Bezeichnung "MOA" hinzu.

### "Empyrean" Erweiterung
Das "Empyrean" -Update wurde während der Tennocon 2019 im Juli desselben Jahres enthüllt. Mit dem Update erhält jeder Spieler einen Railjack, ein Upgrade-fähiges Raumschiff, das von FTL: Faster Than Light inspiriert wurde. Spieler können nicht spielbare Charaktere rekrutieren, um das Schiff zu bevölkern, es anzupassen und Upgrades hinzuzufügen. Die Railjack kann dann in größeren weltraumgestützten Missionen eingesetzt werden, einschließlich Weltraumschlachten mit feindlichen Streitkräften. Zusätzlich erhält das Spiel ein System, das dem Nemesis-System in Mittelerde: Mordors Schatten ähnelt, und verfügt über Boss-Charaktere, die der Spieler mehrmals bekämpfen wird, wobei der Boss seine Rüstungen und Taktiken basierend auf den Kämpfen mit dem Spieler in der Vergangenheit ändert.

### "Das Alte Blut" Erweiterung
Warframes geplantes Nemesis-System wurde am 31. Oktober 2019 als zweite Phase von Empyrean gestartet, wobei der Start des Nintendo Switch auf den 19. November 2019 verschoben wurde. Dieses Update enthüllte die Nemesis als "Kuva Lich" – ein einst gewöhnliches Grineer-Grunzen, das durch Infusion mit einer mystischen Ressource namens Kuva zum Supersoldaten wurde. Dieser Feind stellt seinen Einfluss auf einen oder mehrere Planeten im Sonnensystem fest, baut eine Gefolgschaft von "Thralls" auf, die besiegt werden können, um Informationen darüber zu erhalten, wie der Lich dauerhaft besiegt werden kann, und stiehlt dem Spieler Ressourcen, wenn er eine Mission im Lich-Gebiet beendet und hat einzigartige Persönlichkeiten, Waffen, Erscheinungen, halb zufällig erzeugte Namen und Schwächen, Widerstände und Immunitäten gegen verschiedene Arten von Schaden. Ein Lich kann in Missionen gegen die Grineer-Fraktion erzeugt werden, indem eine Hinrichtung an einem speziellen Feind namens "Kuva Larvling" durchgeführt wird. Diese Hinrichtungen werden mit einer neu eingeführten Spezialwaffe namens Parazon durchgeführt – einer kleinen Klinge, die an einem Seil am Handgelenk des Warframes befestigt ist. Der Parazon wird auch verwendet, um Thralls und bestimmte Feinde für das Hacking-Minispiel des Spiels und in einigen Zwischensequenzen visuell auszuführen. The Old Blood stellte auch Grendel, den 42. Warframe des Spiels, zusammen mit seiner Signaturwaffe vor. Zwei frühere Warframes, Vauban und Ember, wurden angepasst, um im aktuellen Status des Spiels besser zu funktionieren. Zusätzlich wurde die Veröffentlichung des "Melee 3.0" -Systems des Spiels abgeschlossen.

### "Herz von Deimos" Erweiterung
Das dritte Open-World-Update von Warframe wurde am 20. Juli 2020 über den offiziellen YouTube-Kanal des Spiels angekündigt und am 25. August 2020 für PC, PS4 und Xbox One sowie am 27. August 2020 für Nintendo Switch veröffentlicht. Es ist die erste Erweiterung des Spiels, die gleichzeitig auf mehreren Plattformen veröffentlicht wird. Das Update fügt Deimos, einen der beiden Monde des Mars, als neuen spielbaren Ort im Sonnensystem des Spiels hinzu. Zu Deimos gehört der Cambion Drift, ein befallenes Gebiet mit offener Welt, das an der Oberfläche kleiner ist als die beiden anderen Gebiete mit offener Welt, aber prozedural erzeugte unterirdische Tunnel aufweist. Ähnlich wie die Updates "Fortuna" und "Plains of Eidolon" enthält Deimos auch ein soziales Zentrum namens Necralisk, in dem sich die Entrati befinden, eine Familie aus der Orokin-Ära, die dafür bekannt ist, die ersten Technologien zu entwickeln, die die Kraft der Leere nutzen können. Neben Deimos wurde das Helminth-System eingeführt, das den Spielern die Möglichkeit bietet, neue Fähigkeiten in Warframes zu "integrieren", einschließlich Fähigkeiten aus anderen Warframes. Zusätzlich führte das Herz von Deimos Necramechs in das Spiel ein. Hierbei handelt es sich um Mech-Anzüge, die vom Spieler gebaut und kontrolliert werden und über ihre eigenen einzigartigen Fähigkeiten verfügen. Schließlich brachte diese Erweiterung einige Verbesserungen für das Spielerlebnis des Spiels mit sich, hauptsächlich bestehend aus einem überarbeiteten Tutorial, das einen neuen filmischen Intro-Film unter der Regie von Dan Trachtenberg enthält.

### "Deimos: Geheimnisse" Erweiterung
Die erste Deimos-Erweiterung von Warframe wurde am 19. November 2020 für PC veröffentlicht. Es fügt neue Waffen hinzu, ein neuer Necramech "Bonewidow". Es war auch geplant, mit Lavos, einem Alchemisten-Warframe, zu veröffentlichen, was sich jedoch aufgrund von COVID-19 verzögerte. Darüber hinaus wurden zahlreiche Änderungen der Lebensqualität und neue Einstellungsoptionen hinzugefügt.
Die zweite Deimos-Erweiterung von Warframe wurde am 18. Dezember 2020 für PC und am 21. Januar 2021 für Konsolen veröffentlicht. Dies war ein einmonatiges Ereignis nach dem Sieg der Tenno und der Niederlage der Sentients in Operation: Scarlet Spear haben sich Erra und die Sentients zurückgezogen und sind untergetaucht. Die zweite Invasion der Sentients im Origin-System beginnt, und die Orphix-Sentient-Einheiten kehren zurück, aber dieses Mal wurde ihnen beigebracht, Warframes außer Kraft zu setzen, indem sie waffenfähige Impulse einsetzen, die sie auf raffinierte Weise außer Gefecht setzen, so dass den Tenno als letzte Option die Necramechs bleiben.

### "Corpus Proxima" Erweiterung
Die Erweiterung Corpus Promixa wurde am 19. März 2021 veröffentlicht. Sie zielte darauf ab, die Railjack-Komponente des Spiels zu vereinfachen, indem es einfacher wurde, ein Schiff mit weniger Komponenten zu erwerben, die Notwendigkeit eines Clan-Dojos zu beseitigen und die Möglichkeit zu schaffen, eine fertige Railjack in den Geschäften des Spiels zu kaufen. Außerdem gab es zusätzliche Railjack-Missionen durch zusätzliche Sektoren/Planeten für diese Missionen. Die Spieler konnten auch Mitglieder für ihre Railjacks rekrutieren, um ihre Waffen zu warten oder das Schiff zu warten, während der Spieler abwesend ist, sowie sie für bestimmte Aufgaben auszubilden und ihnen ihre Waffen zu geben. Drei neue Proximas wurden dem Railjack-System hinzugefügt: die Pluto, Neptun und Venus Proximas.

### "Der Neue Krieg" Erweiterung
Die Erweiterung Der Neue Krieg wurde am 15. Dezember 2021 veröffentlicht. Die Quest folgt auf "Das Opfer" und "Auftakt zum neuen Krieg". Ballas führt zusammen mit Hunhows Sohn Erra Krieg gegen das gesamte Ursprungssystem, was ehemalige Feinde dazu veranlasst, sich gegen eine schwere Bedrohung zu verbünden, aber alles ist verloren, nachdem es den Sentients gelungen ist, die Allianz zu Fall zu bringen. Ein neues Reich namens Narmer wird geboren, und sein Einfluss wird folgenreich. Ordis, der nun einen Verbündeten hat, muss den Operator finden und Ballas ein für alle Mal vernichten. Diese Quest wirft weitere Fragen zur Philosophie der Zeit auf und beantwortet den Grund, warum der Operator dem "Mann in der Wand" etwas schuldet. Spieler benötigen den Railjack und den Necramech, um die Quest zu beginnen und müssen einige frühere Quests abgeschlossen haben.

### "Engel Der Zariman" Erweiterung
Die Erweiterung Engel der Zariman wurde am 27. April 2022 veröffentlicht. Ein Syndikat namens die Holdfasts, ein neuer Hub (Der Chrysalith) und 3 neue Spielmodi (Void-Flut, Void-Kaskade, Void-Armageddon) wurden hinzugefügt. Um Zugang zu der "Engel der Zariman" Quest zu erhalten, müssen Spieler "Der Neue Krieg" abgeschlossen haben. Zudem bietet der Chrysalith Zugang zu einem neuen Wohnraum für den Spieler, die sogenannte "Dormizone".

### Anderer Inhalt
Während der Tennocon 2019 im Juli 2019 präsentierte Digital Extremes den neuen CGI-Intro-Film des Spiels. Regie führte Dan Trachtenberg, der ein Fan des Spiels ist und Digital Extreme gebeten hatte, beim CGI-Projekt zu helfen. Der Trailer wurde von Digic Pictures mit einer Kombination aus Motion Capture und CGI produziert.

## Veröffentlichung
Digital Extremes startete die Warframe-Closed-Beta für Microsoft Windows am 24. Oktober 2012. Seitdem gab es verschiedene Versionen und Hotfix-Versionen, und die Open-Beta wurde am 25. März 2013 gestartet. Eine PlayStation-4-Version wurde ebenfalls entwickelt und beim Start der Konsole im November 2013 veröffentlicht, während die Xbox-One-Version des Spiels am 2. September 2014 veröffentlicht wurde. Die PS4-Version wurde am 22. Februar 2014 nach Japan portiert. gefolgt von der Xbox-One-Version am 2. September 2014. Eine Nintendo-Switch-Version wurde im Juli 2018 angekündigt und von Panic Button portiert und am 20. November 2018 veröffentlicht. Die verschiedenen Versionen von Warframe unterstützen seit September 2022 plattformübergreifendes Spielen.

## Geschäftsmodell
Warframe ist free-to-play und finanziert sich mit sogenannten Mikrotransaktionen. Dazu zählen erwerbliche Spielinhalte, wie etwa Waffen, Warframes usw. die im Shop gegen Echtgeld, die Platinwährung, gekauft werden können. Es lassen sich aber nahezu sämtliche Spielinhalte ohne Echtgeld, durch erspielte Ingame-Währung, die Credits sowie jeweils unterschiedliche Materialien erwerben. Dabei ist die zu investierende Zeit gemessen an anderen free-to-play-Titeln relativ gering. Die einzige Ausnahme dazu bieten kosmetische Anpassungsgegenstände wie z. B. Rüstungen (Arm-/Schulter-/Schienbeinschutzplatten), Syandanas (eine Art Cape), oder Sugatras (Syandana-artige Dekorationen für Nahkampfwaffen) sowie Farbpaletten, um Warframes, Waffen und alle kosmetischen Gegenstände einfärben zu können. Gleichzeitig ist die Platinwährung jedoch auch die Handelswährung; die durch das Spielen erhaltenen seltene Gegenstände oder Blaupausen können untereinander getauscht oder gegen Platin an- und verkauft werden. Dadurch können indirekt auch sämtliche Premiuminhalte erspielt werden. Somit bieten die Mikrotransaktionen lediglich Komfort-Extras und Individualisierungsmöglichkeiten, was es nicht zu einem sogenannten Pay-to-win-Spiel macht, bei dem zahlende Spieler im Vergleich zu nicht-zahlenden Nutzern deutliche Spielvorteile erwerben können.
Eine Ausnahme bilden die "Tennogen-Items", von der Community erstellte, kosmetische Items, welche von Digital Extremes regelmäßig nach vorherigem Voting in das Spiel implementiert werden, und welche ausschließlich durch Echtgeld (nicht Platinwährung) erworben werden können. (Dabei kommt ein gewisser Prozentsatz des Umsatzes dem Ersteller des Items zu.)

## Rezeptionen
Warframe erhielt gemischte oder durchschnittliche Bewertungen auf allen Plattformen gemäß der Bewertungsaggregations-Website Metacritic.
Mike Splechta von GameZone sagte über die PlayStation-4-Version: „Wenn du bereits Spiele wie Monster Hunter magst, bei denen du Gegenstände herstellen musst, um bessere herzustellen, folgt Warframe genau dieser Formel, mit Ausnahme von viel befriedigenderem und schnellerem Kampf.“ Ab 2018 sagte PC Gamer jedoch: „Das Wachstum von Warframe ähnelt keiner gut gepflegten Pflanze – es ist eher ein mutiertes wissenschaftliches Experiment. Spielsysteme sind willkürlich in einer Weise miteinander verbunden, die manchmal inkohärent ist, aber trotzdem seltsam charmant.“
Warframe gehört zu den meistgespielten Spielen auf Steam. Digital Extremes führt den Erfolg des Titels auf die häufigen Updates zurück, die sie für das Spiel und die Fangemeinde des Spiels entwickeln. Digital Extremes beschreibt das Spiel als einen „Schurkenerfolg“, da es eine große Anzahl von Spielern sichern und aufrechterhalten kann, ohne die Aufmerksamkeit anderer zu erregen. Mehr als 26 Millionen Spieler hatten das Spiel seit dem Start bis April 2016 gespielt und bis März 2018, fünf Jahre nach Release seiner offenen Beta, 38 Millionen Spieler erreicht. Das Spiel hatte zum Zeitpunkt seines sechsten Jubiläums fast 50 Millionen Spieler. Im Juli 2016 startete Digital Extremes in London (Ontario), sein erstes Warframe-gewidmetes „Tennocon-Event“, an dem 1000 Spieler teilnahmen und Neuigkeiten über bevorstehende Features und Updates des Spiels bekannt gaben. Seitdem wird die Veranstaltung jährlich durchgeführt.
Das Spiel wurde für die Kategorie Best Ongoing Game bei den Game Awards 2017 nominiert und gewann den People's Voice Award in der Kategorie Action bei den Webby Awards 2018. Es wurde auch für den Still Playing Award bei den 2018 Golden Joystick Awards nominiert, und für die Kategorien Fan Favorite Shooter Game und Fan Favorite Fall Release mit Fortuna bei den Gamers’ Choice Awards. Bei den Webby Awards 2019 gewann das Spiel erneut die People's Voice Awards in der Kategorie Action Game und Best Sound Design. Es wurde für die Kategorien Best Game Expansion mit Empyrean und für die Auszeichnung Still Playing bei den 2019 Golden Joystick Awards nominiert.